# José Miguel Cei
José Miguel Alfredo María Cei (* 23. März 1918 in San Miniato, Provinz Pisa, Italien als Giuseppe Michele Alfredo Maria Cei; † 8. Januar 2007 in Mendoza, Argentinien), häufig als José Miguel Cei oder José M. Cei erwähnt, war ein italienisch-argentinischer Herpetologe und Autor von Standardwerken über die Herpetofauna Argentiniens und Chiles.

## Leben
Ceis Vorfahren väterlicherseits waren griechische Einwanderer von der Kykladeninsel Kea, die sich in der Toskana niederließen. Davon leitet sich auch der Familienname ab. Seine Mutter war eine Nachfahrin von Pietro Andrea Mattioli, einem bekannten Botaniker und Kräuterkundler der Renaissance im 16. Jahrhundert. Ceis Eltern besaßen ein Unternehmen, das in den 1860er Jahren vom Großvater gegründet wurde und Saatgut herstellte. Von 1935 bis 1939 studierte Cei an der Universität Florenz, wo Nello Beccari (1883–1957), ein vergleichender Neuroanatom, der sich auf Amphibien und Reptilien spezialisiert hatte, einer seiner Lehrer war. Ceis erste Expedition im Jahr 1939 nach Äthiopien im Nordosten Afrikas weckte sein Interesse für die Ethnologie und Ökologie. Er promovierte 1940 an der Universität Pisa und wurde anschließend Assistenzprofessor für Zoologie in Florenz.
Ceis frühe Arbeiten befassten sich mit der vergleichenden Anatomie von Säugetieren, der Atmung von Rundmäulern und dem Sexualzyklus bei Amphibien. Sein Interesse an Amphibien führte zu einer kollegialen Beziehung zu Robert Mertens vom Senckenberg Naturmuseum in Frankfurt am Main, der sein Mentor wurde. 1940 wurde Cei von der italienischen Armee mobilisiert, zunächst als Artillerieoffizier in Nordafrika und dann als Offizier im topografischen Dienst. Nach dem italienischen Waffenstillstand im September 1943 wurde Cei kurzzeitig in einem britischen Kriegsgefangenenlager inhaftiert. Nach seiner Freilassung schloss er sich italienischen Partisanen an, die in Norditalien gegen die deutschen Truppen kämpften. Er geriet in deutsche Gefangenschaft, sein Kontakt zu Mertens ermöglichte ihm jedoch eine baldige Freilassung. Im Juli 1944 arbeitete Cei mit den amerikanischen Besatzungstruppen zusammen und 1945 kehrte er nach Florenz zurück, wo er als Dozent an Kursen für amerikanische Soldaten teilnahm, die von der amerikanischen Armee in Europa organisiert wurden.
Nach dem Krieg hatte Cei einen kurzen Forschungsaufenthalt im Senegal und im November 1947 emigrierte er nach Argentinien. Er wurde als Professor für Biologie an der Universidad Nacional de Tucumán im Nordwesten Argentiniens angestellt und erhielt 1952 die Staatsbürgerschaft. In dieser Zeit bekleidete er mehrere wichtige Ämter, unter anderem war er Direktor des Instituts für Biologie und später des Instituts für Allgemeine Biologie und Experimentelle Embryologie. Im Jahr 1950 gehörte er zu den Gründern der medizinischen Fakultät der Universität. 1955 wechselte er an die Universidad Nacional de Cuyo in der Provinz Mendoza an den östlichen Hängen der Anden, wo er bis zu seiner Pensionierung im Jahr 1980 als Professor an der Medizinischen Fakultät und Direktor des Instituts für Tierbiologie tätig war. Während dieser Zeit und auch nach seiner Pensionierung hatte Cei Gastprofessuren in verschiedenen Ländern inne, darunter in Angola, Chile, Italien, Portugal und in den Vereinigten Staaten. Von 1986 bis 1998 arbeitete er mit dem Museo Regionale di Scienze Naturali di Torino zusammen und bekleidete in Argentinien mehrere wichtige Beratungsfunktionen auf staatlicher und nationaler Ebene. Er war Mitglied des Exekutivausschusses, der den Ersten Weltkongress für Herpetologie organisierte, der 1989 im Vereinigten Königreich stattfand.
1981 wurde er Honorarprofessor an der Universidad Nacional de Río Cuarto, 1990 an der Universität Tucumán und 1995 an der Universität Cuyo. Im Jahr 2005 verlieh ihm die Universidad Nacional de San Luis die Ehrendoktorwürde, und 2006 wurde er von der Legislative seines Heimatstaates Mendoza mit dem Preis Libertador General San Martin für sein Lebenswerk geehrt. Seine erste Veröffentlichung aus dem Jahr 1940 befasste sich mit den Farnen des Kafa-Nebelwaldes in Äthiopien. Seine nachfolgenden Schriften umfassen nahezu 370 Titel über Fische, Amphibien, Reptilien und Säugetiere und deckten verschiedene Themen wie Sexualzyklen, Ökologie, Physiologie, Biochemie, Systematik, Evolution und Biogeographie ab. Seine Werke erschienen jährlich, mit Ausnahme des Kriegsjahres 1945, und er leistete regelmäßig Beiträge für europäische, südamerikanische und nordamerikanische Zeitschriften, darunter das Journal of Herpetology. Drei Jahrzehnte lang arbeitete er mit dem italienischen Pharmakologen Vittorio Erspamer an der Universität La Sapienza in Rom zusammen, um biogene Substanzen zu untersuchen, die aus der Haut von Fröschen isoliert wurden. Durch den Einsatz verschiedener biochemischer Techniken konnte Cei Schwestertaxa unterscheiden, worüber er ab den 1950er Jahren systematischen Arbeiten publizierte.
Cei beschrieb fast 50 neue Taxa von Fröschen (aus den Gattungen Atelognathus, Leptodactylus, Odontophrynus, Syrrhophus (gegenwärtig in Phrynopus) und Telmatobius), Schlangen (Atractus, Elapomorphus) und Echsen (Cnemidophorus, Ctenoblepharis, Diplolaemus, Homonota, Phymaturus, Pristidactylus, Tropidurus, Vilcunia und insbesondere Liolaemus). Er interessierte sich besonders für die Naturgeschichte und die Systematik der Reptilien der ariden und semiariden Gebiete Südamerikas. Er verfasste mehrere Bücher, darunter Lehrbücher über Tierbiogeografie (1946) und allgemeine Biologie (1951) sowie eine Darwin-Anthologie (1947). 1962 erschien seine Monographie Batracios de Chile. 1980 wurde das Buch Amphibians of Argentina herausgegeben, mit Ergänzungen in den Jahren 1987 und 2001, wobei letztere gemeinsam mit Esteban O. Lavilla veröffentlicht wurden. Die umfangreichen Bände von Cei über die Reptilien Argentiniens behandelten die zentralen und südlichen (1986) sowie die nördlichen und östlichen Regionen (1993) des Landes. Im Jahr 1993 verfasste er zusammen mit den beiden US-amerikanischen Herpetologen James Dixon und John Wiest eine Revision der neotropischen Nattern-Gattung Chironius. Während seiner systematischen Forschung wurde Cei 25 Jahre von seiner Frau Sylvana Silvi Cei unterstützt, die 1998 starb. Gemeinsam mit ihr legte er rund 350.000 km im Gelände zurück, und als begabte Zeichnerin illustrierte sie viele seiner Bücher und Veröffentlichungen.

## Erstbeschreibungen von José Miguel Cei
- Alsodes pehuenche Cei, 1976
- Atelognathus praebasalticus (Cei & Roig, 1968)
- Atelognathus reverberii (Cei, 1969)
- Atelognathus salai Cei, 1984
- Atelognathus solitarius (Cei, 1970)
- Atractus canedii Scrocchi & Cei 1991
- Chironius laurenti Dixon, Wiest & Cei 1993
- Cnemidophorus serranus Cei & Martori 1991
- Diplolaemus sexcinctus Cei, Scolaro & Videla 2003
- Homonota andicola Cei 1978
- Lepidobatrachus llanensis Reig & Cei, 1963
- Leptodactylus chaquensis Cei, 1950
- Liolaemus archeforus Donoso-Barros & Cei 1971
- Liolaemus austromendocinus Cei 1974
- Liolaemus baguali Cei & Scolaro 1983
- Liolaemus canqueli Cei 1975
- Liolaemus coeruleus Cei & Ortiz-Zapata 1983
- Liolaemus cuyanus Cei & Scolaro 1980
- Liolaemus donosobarrosi Cei 1974
- Liolaemus duellmani Cei 1978
- Liolaemus eleodori Cei 1985
- Liolaemus exploratorum Cei & Williams 1984
- Liolaemus famatinae Cei 1980
- Liolaemus flavipiceus Cei & Videla 2003
- Liolaemus gallardoi Cei & Scolaro 1982
- Liolaemus insolitus Cei 1982
- Liolaemus petrophilus Donoso-Barros & Cei 1971
- Liolaemus rabinoi Cei 1974
- Liolaemus riojanus Cei 1979
- Liolaemus sanjuanensis Cei 1982
- Liolaemus saxatilis Avila & Cei 1992
- Liolaemus silvanae Donoso-Barros & Cei 1971
- Liolaemus somuncurae Cei & Scolaro 1981
- Liolaemus telsen Cei 1999
- Liolaemus thermarum Videla & Cei 1996
- Liolaemus uptoni Scolaro & Cei 2006
- Liolaemus xanthoviridis Cei & Scolaro 1980
- Liolaemus zullyae Cei 1996
- Odontophrynus achalensis di Tada, Barla, Martori & Cei, 1984
- Odontophrynus barrioi Cei, Ruiz & Beçak, 1982
- Odontophrynus carvalhoi Savage & Cei, 1965
- Odontophrynus lavillai Cei, 1985
- Phalotris cuyanus Cei 1984
- Phymaturus calcogaster Scolaro & Cei 2003
- Phymaturus indistinctus Cei & Castro 1973
- Phymaturus mallimaccii Cei 1980
- Phymaturus nevadoi Cei & Roig 1975
- Phymaturus payuniae Cei & Castro 1973
- Phymaturus punae Cei, Etheridge & Videla 1985
- Phymaturus somuncurensis Cei & Castro 1973
- Phymaturus verdugo Cei & Videla 2003
- Phymaturus zapalensis Cei & Castro 1973
- Pristidactylus nigroiugulus Cei, Scolaro & Videla 2001
- Rhinella achalensis (Cei, 1972)
- Rhinella atacamensis (Cei, 1962)
- Somuncuria somuncurensis (Cei, 1969)
- Telmatobius contrerasi Cei, 1977
- Tropidurus etheridgei Cei 1982
- Tropidurus guarani Alvarez, Cei & Scolaro 1994

## Dedikationsnamen
Nach Cei sind die Arten Liolaemus ceii Donoso-Barros, 1971, Liophis ceii Dixon, 1991, Atelognathus ceii Basso, 1998 und Phymaturus ceii Scolaro & Ibargüengoytía, 2008 benannt.